# Plüssjáték
Plüssjátéknak nevezzük összefoglaló néven a plüssből, illetve egyéb textíliából készített borítású játékokat. Általában szalma, bab, pamut, esetleg egyéb szintetikus anyagok alkotják a belső tölteléküket. Számtalan formában készülnek, néhány valódi állat formában jelenik meg, míg mások fiktív rajzfilmfigurákat ábrázolnak, tesznek plasztikussá. Néhány plüssjáték idős: az otthon készült játékbabák keletkezése az 1830-as évekre vezethető vissza. A legismertebb plüssjátékká azonban a plüssmackó vált.

Különböző plüssállatok
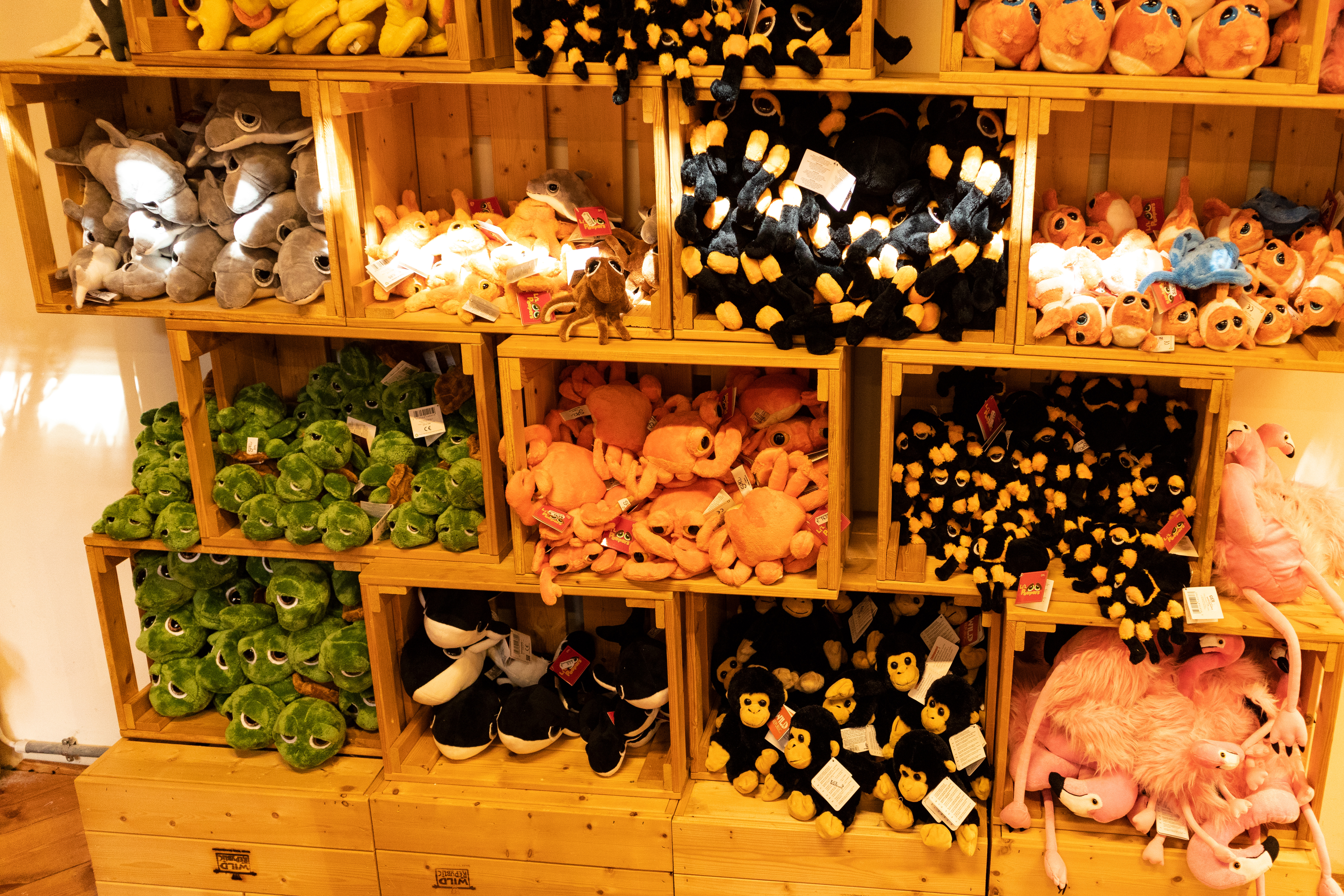
Plüssjátékok
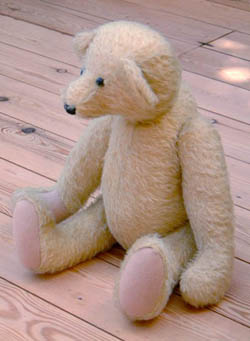
Teddy maci
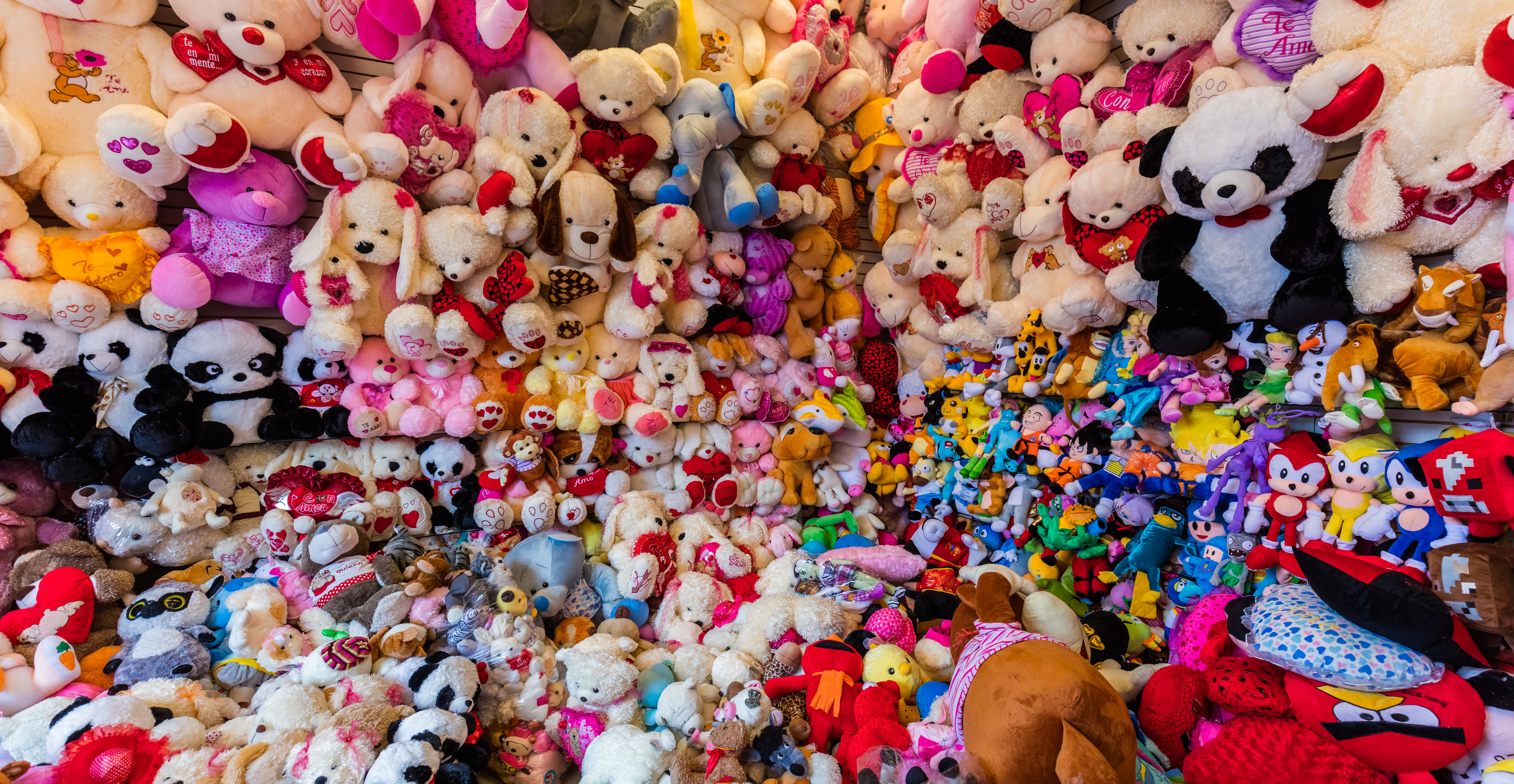
Plüssjátékok boltja Limában, Peruban

Gyakran alkalmazzák kisgyermekek szobáinak kiegészítőiként, játékeszközeiként, de felnőttek is szívesen ajándékozzák meg vele egymást.
Az 1950 évektől népszerűek lettek a plüssállatok. Több játékgyártónak megtalálható a kínálatában. Ázsiában vannak plüssállat gyárak amelyek csak ilyen termékeket készítenek.

## Fordítás
- Ez a szócikk részben vagy egészben  a   Stuffed_toy című angol Wikipédia-szócikk fordításán alapul.  Az eredeti cikk szerkesztőit annak laptörténete sorolja fel. Ez a jelzés csupán a megfogalmazás eredetét és a szerzői jogokat jelzi, nem szolgál a cikkben szereplő információk forrásmegjelöléseként.